# Lijst van musea in Madagaskar

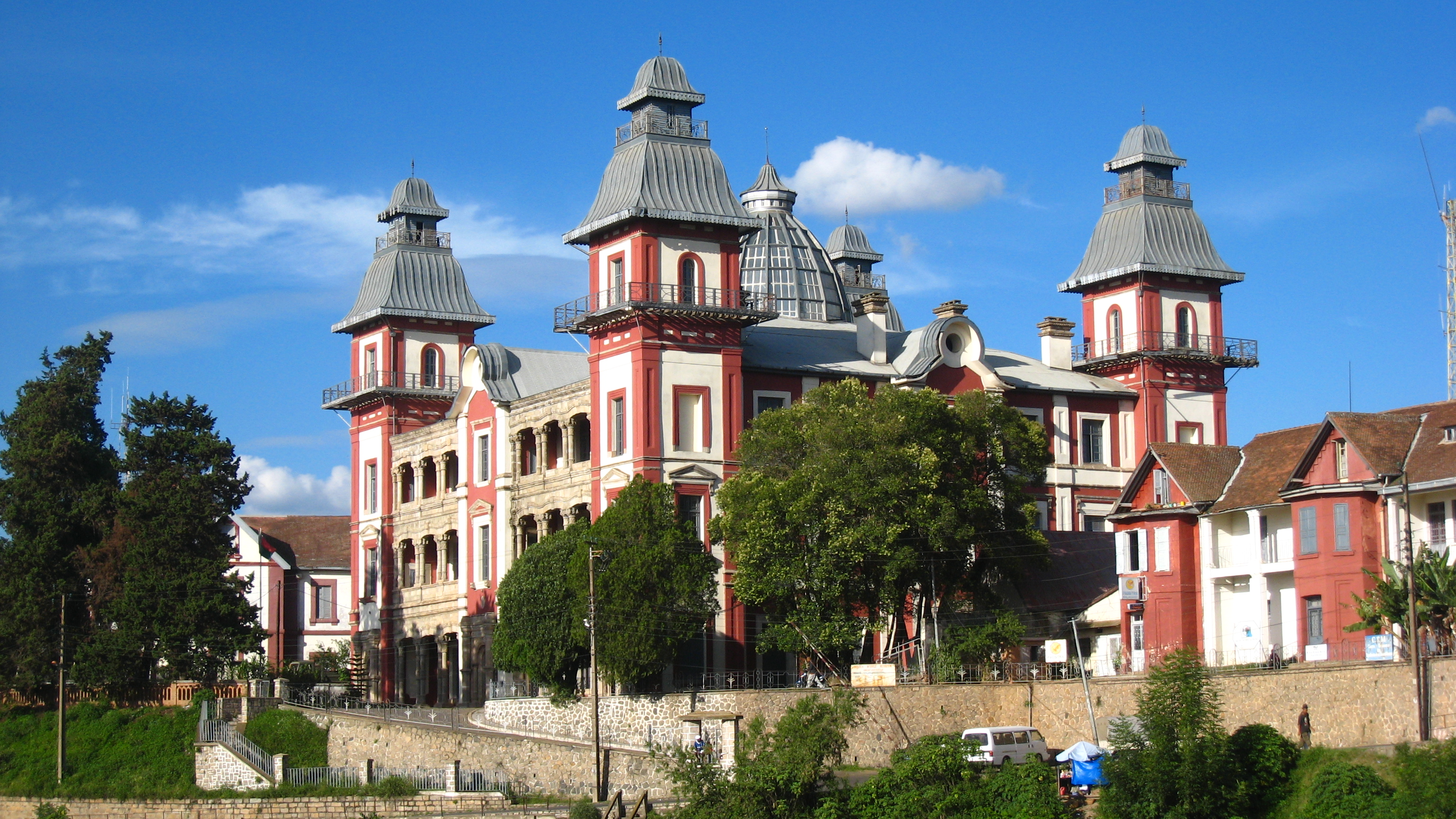
Paleis van Andafiavaratra

Dit is een lijst van musea in Madagaskar.
- Musée du Centre National de Recherches Océanographiques (afgekort als CNRO)
- Paleis van Andafiavaratra
- Museum of Ethnology and Paleontology
- Musée Faniahy
- Parc Botanique et Zoologique de Tsimbazaza
- Kunst- en archeologiemuseum van de universiteit van Madagaskar
- Arambelo Androy Museum[1]